# Hovora

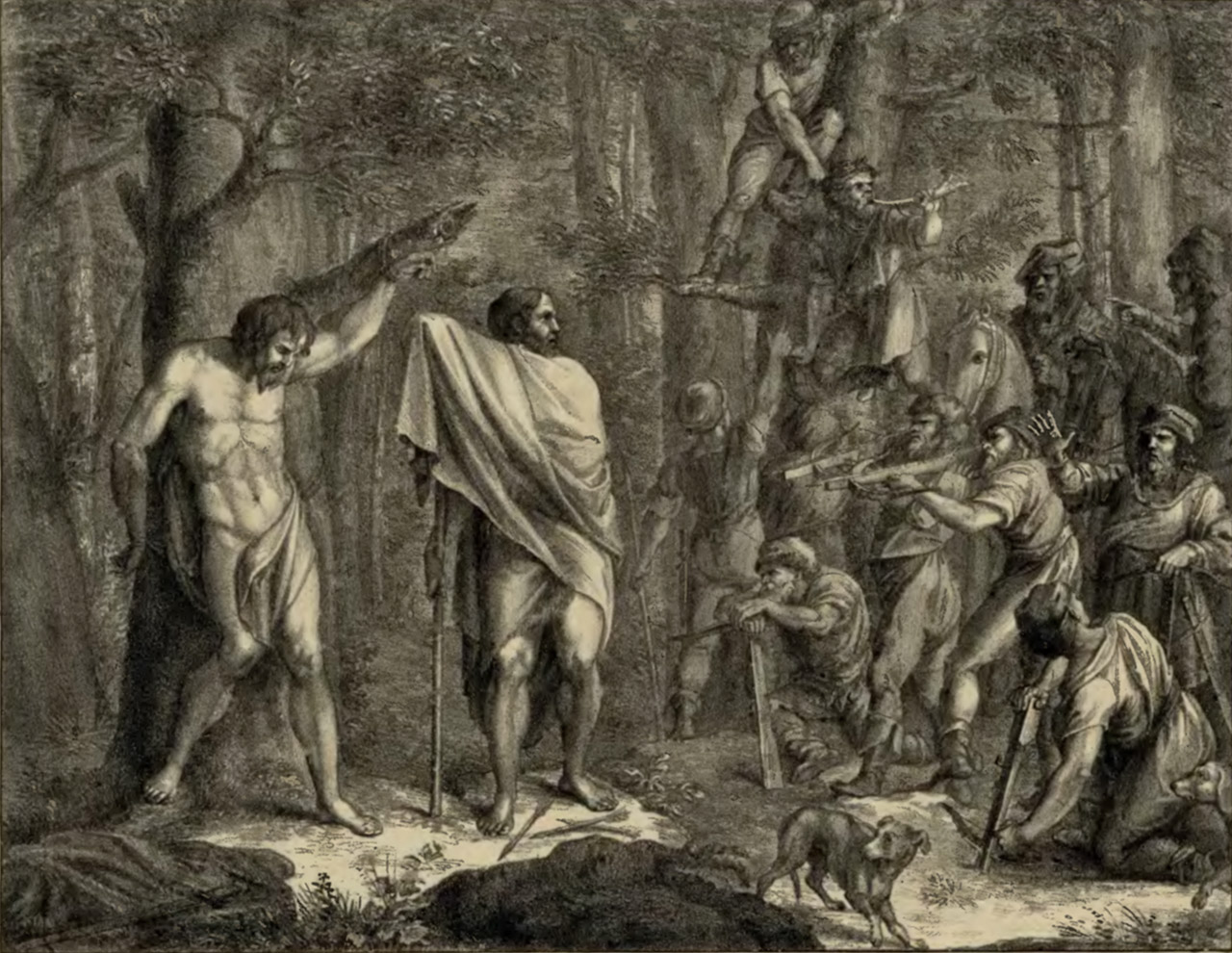
Přepadení Jaromíra Vršovci, obraz Antonína Jana Gareise st. z roku 1824

Hovora či Dovora († po 1003) byl služebník knížete Jaromíra, později lovčí ve Zbečně.
Hovora je poprvé zaznamenán v Kosmově kronice české. Dále ho zmiňuje kupříkladu i Dalimilova kronika.
Když na počátku roku 1003 vládnoucí kníže Vladivoj zemřel, byli mladší synové někdejšího knížete Boleslava II., kteří pobývali v Bavorsku, povoláni zpět do země, na knížecí stolec měl i za podpory římského krále Jindřicha II. usednout Jaromír. Rod Vršovců v čele s Kochanem se však s novým knížetem nespokojil, a proto ho vzali na vrch Velíz, kde ho nahého svázali a připoutali k zemi kolíky, následně přes něj na koních přeskakovali. Služebník Hovora, který uviděl, co se Jaromírovi stalo, se rychle vydal do Prahy pro přátele knížete, jež nakonec přispěchali na pomoc a Jaromíra vysvobodili. Za své zásluhy byl Hovora obdarován titulem lovčího, který náležel dvoru ve Zbečně, a k tomu byl dědičně povýšen do vrstvy svobodných a urozených.
| „        | Služebník Hovora, vší chvály hodný přítel knížete, dosáhl té milosti za svou zásluhu, že bylo biřicovým hlasem všude po tvrzích provoláno, že Hovora sám i jeho rod budoucí mají být mezi zemany a urozenými na věky věkův. Mimo to dali mu hodnost lovčího, jež přísluší ke dvoru Zbečnu a kterou od té doby až dosud drží v pokoleních jeho potomci. | “ |
| — Kosmas | |   |

Pod vrcholem kopce Velízu nechal snad v roce 1005 kníže Jaromír postavit kapli z důvodu vděčnosti za záchranu života.